# 61 Samodzielna Kompania Czołgów Rozpoznawczych

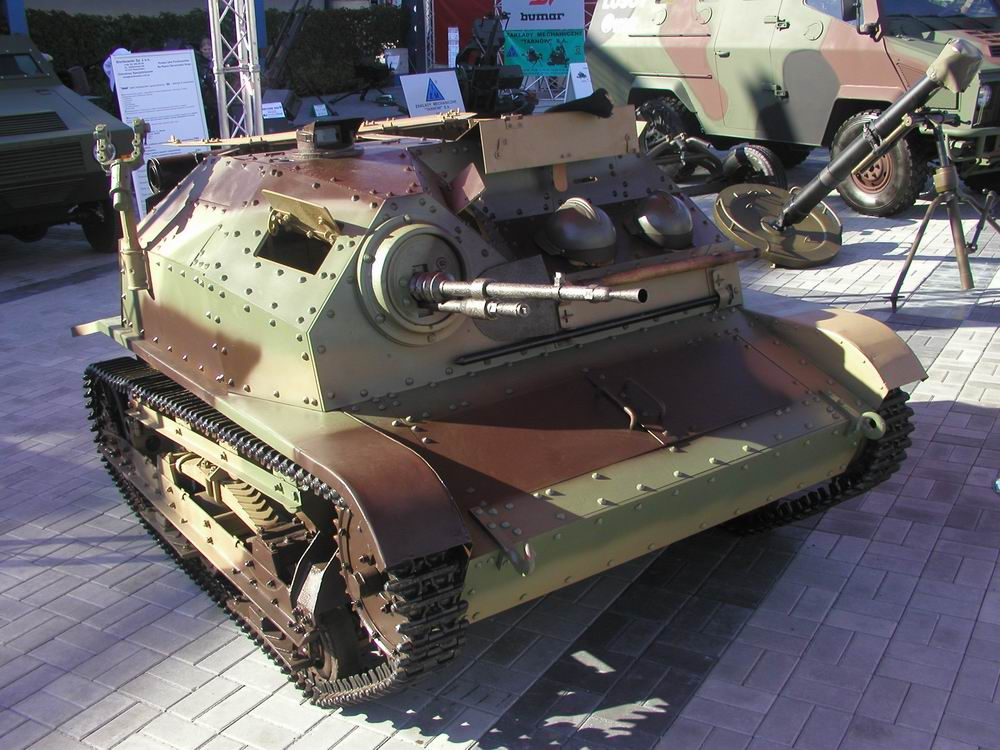
TKS -czołg podstawowy kompanii

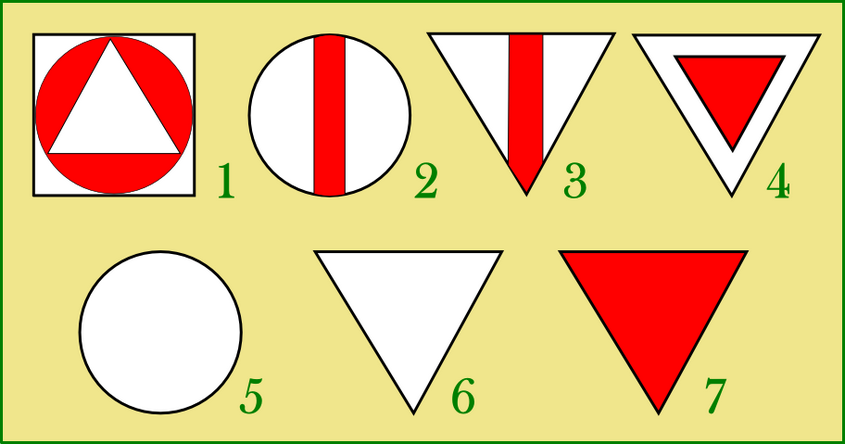
Znaki taktyczne malowane na czołgach lekkich i rozpoznawczych

Samodzielna kompania czołgów rozpoznawczych nr 61 – pancerny pododdział rozpoznawczy Wojska Polskiego II Rzeczypospolitej.
Kompania nie występowała w pokojowej organizacji wojska. 

## 61 skczr w kampanii wrześniowej

### Mobilizacja
61 samodzielna kompania czołgów rozpoznawczych została zmobilizowana w dniach 27-29 sierpnia w ramach mobilizacji alarmowej w grupie czerwonej, w terminie A+36, we Lwowie z przeznaczeniem dla Armii „Kraków”, później dla 1 BGS. Jednostką mobilizującą był 6 batalion pancerny.Nocą 30/31 sierpnia kompania została załadowana na transport kolejowy we Lwowie i skierowana na obszar operacyjny Armii „Kraków”.

### Działania bojowe
1 września dotarła do stacji wyładowczej Kraków. Wieczorem została dyslokowana w koszarach 5 batalionu pancernego. Dowódca kompanii 2 września zameldował się do dowództwa Armii. Konkretnego zadania jednak nie otrzymał. Pozostawał w dyspozycji dowódcy Obszaru Warownego „Kraków”. 3 września 61 kompania została skierowana w rejon Myślenice – Mszana Dolna. Została przydzielona do wsparcia działań 1 Brygady Górskiej Strzelców, która była wspierana przez 10 Brygadę Kawalerii. 3 września wieczorem 61 skczr, wykonała kontratak wspierając 1 pułk strzelców górskich w kierunku wsi Słomka, w walce utraciła czołg TKS. Zgodnie z rozkazem wycofała się z oddziałami 1 BGS w kierunku Wierzbanowej i Kasiny Wielkiej. Rano, 5 września kontratakiem odrzuciła ona spod Wierzbanowej podchodzące szpice 3 Dywizji Górskiej, tracąc jednak w walce z nimi czołg TKS. Straty niemieckie wyniosły zniszczone: 2 ciężarówki, 5 motocykli oraz 1 moździerz. Zdobyto kolejny moździerz. W nocy 5/6 września wycofała się wraz z 1 psg bocznymi drogami między Rabą a Stradomką, w kierunku Dunajca, utraciła następny czołg. Wieczorem wycofała się osobno przez lasy do rejonu między Bochnią a Brzeskiem i utraciła łączność z 1 BGS. 7 września rano 61 skczr dojechała nad Dunajec, gdzie weszła w skład czaty batalionu I/48 pułku piechoty na skrzyżowaniu dróg we wsi Niwka, po czym skierowała się na postój do lasu pod Radłowem. Przed wieczorem czołgiści wsparli 4 pułk strzelców podhalańskich w jego udanym kontrataku na Radłów, opanowany tymczasem przez oddział rozpoznawczy z 2 Dywizji Pancernej. Ułatwiwszy temu pułkowi przebicie się nad Dunajec. 8 września rano 61 kompania przeprawiła się przez Dunajec brodem koło Otwinowa i wraz z oddziałami Grupy Operacyjnej „Boruta” w stronę Dąbrowy Tarnowskiej. Zajęła rejon w pobliżu Radomyśla przeszła do dyspozycji płk. dypl. Stanisława Maczka, dowódcy 10 BK. Odjechała wraz z brygadą przez Radomyśl, Mielec do Kolbuszowej. 9 września wzięła udział w obronie Kolbuszowej przed oddziałami niemieckiej 2 DPanc. Po wykonaniu zadania odjechała nad San i po przeprawie na prawy brzeg, zatrzymała się na postoju w Brzyskiej Woli. Podczas przejazdu w ciężkim terenie spod Kolbuszowej do Sokołowa kompania musiała 10 września pozostawić 2 tankietki z powodu uszkodzeń toczek, niemożliwa była naprawa i ewakuacja. 11 września z dowództwa GO „Boruta”  61 kompania otrzymała rozkaz patrolowania w kierunku wschodnim. Stwierdzono posuwanie się niemieckich oddziałów pancerno-motorowych z Jarosławia na Oleszyce. Pod ich wpływem gen. bryg. Mieczysław Boruta-Spiechowicz, 12 września powziął decyzję o wycofaniu jednostek za rzekę Tanew. Kompania wykonała wieczorem przemarsz do Biłgoraja jako bezpośrednia osłona sztabu. 13 września zatrzymała się we wsi Smólsko Małe. Podczas odwrotu straciła 3 czołgi. 14 września 61 skczr patrolowała między lasami Ordynacji Sieniawskiej a lasami nad Tanwią – osiami marszu obu dywizji Grupy. Czołgiści dotarli wieczorem do Ułazowa i próbowali z marszu opanować miejscowość. Znajdowało się tam już ubezpieczenie z niemieckiej 45 Dywizji Piechoty, które zadało kompanii dotkliwe straty osobowe. Następnego dnia kompania powróciła do wsi Smólsko Małe na południe od Biłgoraja, gdzie już stał sztab GO „Boruta”. Stan sprzętu motorowego, to 4 czołgi TKS i 2 samochody ciężarowe, wiozące pozostałych żołnierzy. Ze względu na stan sprzętu i przemęczenie żołnierzy 15 i 16 września nie używano już jej do działań bojowych. 17 września dołączyła ona koło wsi Ciotusza do zgrupowania pancernego mjr. Stefana Majewskiego. Załogi z pojazdami włączono do 62 samodzielnej kompanii czołgów rozpoznawczych, a pozostałych do pieszej kompanii strzeleckiej. Po nieudanych próbach przebicia się pod Tomaszowem Lubelskim, żołnierze zostali podzieleni na grupy i mieli przedzierać się w kierunku Lwowa i granicy rumuńskiej lub węgierskiej.

## Obsada personalna
Obsada w dniu 1 września 1939 roku:
- dowódca kompanii – kpt. br. panc. Władysław I Czapliński
- dowódca I plutonu – por. Henryk Pilawski (zamordowany przez gestapo)
- dowódca II plutonu – por. rez. Witold Monde †15 IX 1939
- dowódca plutonu techniczno-gospodarczego – ppor. rez. Józef Wychera †1940 Charków[8]
- szef kompanii – plut. Parol

## Skład kompanii

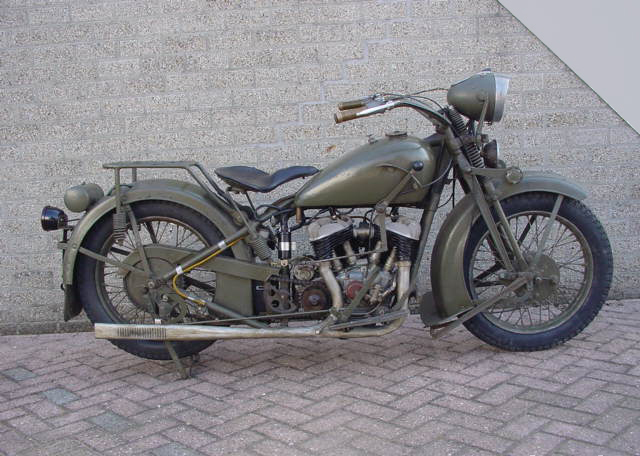
Motocykl Sokół 1000

Poczet dowódcy
- gońcy motocyklowi
- drużyna łączności
  - patrole:

radiotelegraficzny
łączności z lotnictwem
- sekcja pionierów

Razem w dowództwie
1 oficer, 7 podoficerów, 21 szeregowców;
1 czołg, 1 samochód osobowo-terenowy, 2 samochody z radiostacjami N.2, furgonetka, 4 motocykle.
2 x pluton czołgów
1 oficer, 7 podoficerów, 7 szeregowców
6 czołgów, 1 motocykl, przyczepa towarzysząca
pluton techniczno - gospodarczy
- drużyna techniczna
- drużyna gospodarcza
- załogi zapasowe
- tabor

Razem w plutonie
1 oficer, 13 podoficerów, 18 szeregowców
5 samochodów ciężarowych, samochód-warsztat, cysterna, 1 motocykl, transporter czołgów, 2 przyczepy na paliwo, kuchnia polowa